# Jean Galli de Bibiena
Jean Galli de Bibiena (version française de Galli da Bibbiena) est un écrivain d'expression française et d'ascendance italienne, né en 1709 à Nancy et mort probablement en 1779 en Italie. Il est le fils de Francesco Galli da Bibiena, de la célèbre famille des Bibiena.

## Biographie
On sait peu de choses de lui, sinon qu'il choisit la France et la littérature alors que sa famille était essentiellement constituée de peintres décorateurs et d'architectes de théâtre. Si ses deux premiers romans « sentent un peu trop l'étranger, les romans suivants seront davantage dans le goût français [...] Ils se déroulent dans l'univers traditionnel du roman sentimental et galant ».
Paru en 1747, son roman La Poupée raconte l'histoire d'une sylphide qui enseigne l'amour à « un jeune abbé encore vierge et très fat ». Si ce roman merveilleux s'inscrit dans le courant du libertinage tel que l'illustrent Crébillon, Sade ou Laclos, il s'en distingue absolument, Bibiena présentant davantage une esthétique du plaisir qu'un art de la séduction. Les relations de pouvoir et l'idée de conquête n'en sont pas, comme dans les romans libertins du XVIIIe siècle, le ressort. Le personnage de la poupée n'est là que pour initier le héros au plaisir et assouvir les désirs de celui-ci.
En 1762, sa pièce La nouvelle Italie rencontre un certain succès.
En 1763, il est reconnu coupable du viol d'une petite fille et « condamné à mort par contumace puisqu'il s'est enfui tout de suite ». Il serait mort en Italie en 1779.

## Œuvre
- Mémoires et aventures de Monsieur de ***, traduits de l'italien par lui-même (1735)[4]
- Histoire des amours de Valérie et du noble vénitien Barbarigo (Lausanne & Genève, Bousquet, 1741)
- Le Petit toutou (Amsterdam, 1746)
- La Poupée (La Haye, Pierre Paupie, 1747)
- La Force de l'exemple (La Haye, Pierre Paupie, 1748)
- Le double rendez-vous nocturne, ou le Triomphe du sentiment (1749)[5]
- La Nouvelle Italie, pièce de théâtre héroï-comique italienne et française[6] créée au Théâtre italien de Paris le 23 juin 1762[7].

## Sources
1. ↑  Les informations suivantes sont tirées de la notice bio-bibliographique rédigée par Henri Lafon et publiée dans La poupée, Ed. Desjonquères, Paris, 1996.
2. 1 2  Henri Lafon, op.cit.
3. ↑  Voir le mémoire intitulé "Facettes du libertinage dans La Poupée de Bibiena", consultable en ligne.
4. ↑  Jean Galli de Bibiena, Mémoires et Avantures de Monsieur de ***, traduits de l'italien par lui-même, Paris, Prault père, 1735 (lire en ligne).
5. ↑  Jean Galli de Bibiena, Le Triomphe du sentiment, Londres, se vend à Paris chez Mérigot, 1749 (lire en ligne).
6. ↑  Jean Galli de Bibiena, La nouvelle Italie : comédie héroï-comique, italienne et françoise, en trois actes en prose, mêlée d'ariettes & de spectacle, 1762 (lire en ligne).
7. ↑  Notice chez editions-harmattan.fr